# Günther von Mannagetta und Lërchenau Beck
Günther von Mannagetta und Lërchenau Beck (Presburgo, hoy Bratislava, 25 de agosto de 1856-Praga, 23 de junio de 1931) fue un botánico austro-alemán.
Fue director del departamento de botánica del museo de historia natural de Viena y profesor en la Universidad de Viena y de Praga, de 1899 a 1921.
Beck dirige la publicación de Wiener Illustrierten Gartenzeitung y fue autor de:
- Flora von Niederösterreich (1890-1893) ;
- Die Vegetationsverhältnisse der illyrischen Länder begreifend Südkroatien, die Quarnero-Inseln, Dalmatien, Bosnien und die Hercegovina, Montenegro, Nordalbanien, den Sandzak Novipazar und Serbien (1901) ;
- Hilfsbuch für Pflanzensammler (1902);
- Flora Bosne, Hercegovine i Novipazarskog Sandzaka (tres volúmenes, 1903-1927) ;
- Grundriß der Naturgeschichte des Pflanzenreiches, (1908).

Contribuyó con Die natürlichen Pflanzenfamilien: Orobanchaceae (1895) editado por Heinrich Gustav Adolf Engler (1844-1930) y por Karl Anton Eugen Prantl (1849-1893).
Fue revisor del género botánico Nepenthes.
- La abreviatura «Beck» se emplea para indicar a Günther von Mannagetta und Lërchenau Beck como autoridad en la descripción y clasificación científica de los vegetales.[2]